# TrackMania Sunrise
TrackMania Sunrise é um jogo de corrida francês desenvolvido pelo estúdio Nadeo e publicado em seu país de origem pela Focus Home Interactive em 6 de abril de 2005, vindo a ser lançado em outros países europeus nesse mesmo mês. É o segundo título da franquia TrackMania e apresenta a mesma base de jogabilidade de seu antecessor, mas possui um novo motor gráfico e três novos ambientes pelos quais o jogador pode dirigir. Uma extensão de nome TrackMania Sunrise Extreme foi lançada online em novembro de 2005 e adicionou novas modalidades ao jogo.

## Jogabilidade
TrackMania Sunrise apresenta uma jogabilidade voltada ao arcade e muito similar a TrackMania, seu antecessor, mas ostenta gráficos melhorados, três novos ambientes, novos modos de jogo e uma funcionalidade ponto a ponto que permite compartilhar arquivos, mapas, blocos e veículos personalizados. Em linhas gerais, o objetivo do jogador é correr o mais rápido possível, obtendo assim de uma a quatro medalhas: bronze, prata, ouro e Nadeo. Esta última está presente nos mapas oficiais, sendo também conhecida como Author Medal (lit.  "medalha do autor"). Para desbloquear uma nova pista nas campanhas, o jogador deve ganhar ao menos uma medalha de bronze ou prata no mapa anterior, sendo que cada medalha obtida corresponde a uma quantia de coppers, moeda virtual que permite ao jogador comprar itens no editor de mapas.
Três níveis de dificuldade estão disponíveis, cada qual com um carro oponente melhor. Os oponente não têm colisão, por isso são conhecidos como "fantasmas". A água em Sunrise é interativa e geralmente ricocheteia o carro que nela cai em alta velocidade, sendo uma jogabilidade empregada em algumas pistas. Há novos blocos de construção em relação ao jogo de 2003, em especial os blocos de turbo vermelhos adicionados com a extensão TrackMania Sunrise Extreme. Três controladores podem ser usados: teclado, gamepad e volante.

### Ambientes
Sunrise tem Island (lit.  "ilha"), Bay (lit.  "baía") e Coast (lit.  "costa") como ambientes jogáveis, sendo que cada um possuí um carro com mecânica específica. Os três ambientes são universos de clima aberto e há quatro opções de iluminação que levam em conta a fase do dia selecionada para o mapa: dia, noite, nascer e pôr do sol. Em Island, dirige-se um carro esportivo veloz (o mais rápido do jogo), sendo necessário prestar atenção às curvas para evitar que deslize demais e perca velocidade. O cenário de Island é marcado por largas e longas autoestradas e plataformas. Bay possui uma ambientação notadamente mais urbana, com a presença de plataformas de metal mais estreitas, não raro sendo possível dirigir sobre os telhados de edifícios. O veículo do ambiente em questão é um 4x4 com tração reduzida, fazendo com que fique um tanto quanto menos controlável. O último ambiente - Coast - é mais verde e arborizado de modo a lembrar a região costeira do Mar Mediterrâneo, notadamente a Costa Azul, com estradas mais acidentadas e percursos mais tortuosos, sendo comum a presença de ruínas de pedra. O carro de Coast é um roadster mais pesado e lento.

### Um jogador
Em solo, pode-se jogar diferentes modos de jogo chamados de campanhas, algo semelhante ao encontrado em TrackMania - antecessor de Sunrise. As campanhas oficiais são compostas por um número de séries, e cada série abarca uma quantidade de pistas nas quais os jogadores podem dirigir. Em algumas dessas campanhas, é possível jogar uma modalidade chamada Serie Cup (lit.  "copa da série"), em que o jogador deve correr todas as pistas de uma dada série de forma consecutiva e, se conseguir obter medalhas em todos esses mapas, ganha um troféu de bronze, prata ou ouro que representa sua proficiência na série em questão. Há também mapas e campanhas criadas pela comunidade.
A primeira campanha, Race (lit.  "corrida"), consiste em sete séries com cinco pistas cada, e o objetivo do jogador é correr o melhor tempo que puder. Em Puzzle (lit.  "quebra-cabeça"), há também sete séries com cinco pistas e o jogador deve usar blocos a ele disponibilizados e montar uma pista em que seja possível dirigir um bom tempo. A campanha Platform (lit.  "plataforma") é um modo de jogo da franquia TrackMania que fez sua estreia em Sunrise, e agora o objetivo é terminar cada pista com o menor número de tentativas possível, ganhando uma medalha de ouro se terminá-la sem resetar. O modo de jogo Crazy (lit.  "louco"), exclusivo de TrackMania Sunrise, apresenta mapas em que o jogador tem uma quantidade de tempo predefinida em que deverá correr mais rápido que uma série de oponentes, começando por aqueles com recordes mais lentos.
A extensão TrackMania Sunrise Extreme trouxe dois novos modos de jogo: Stunt (lit.  "acrobacia") e Extreme (lit.  "extremo"). No primeiro, o jogador deve fazer o máximo de manobras possível em cada circuito usando o cenário a fim de conseguir pontos de estilo suficientes para lhe render uma medalha, mas ele deve fazer essas acrobacias dentro de um tempo preestabelecido - se ele cruzar a linha de chegada atrasado, perde pontos. A campanha Extreme, bem como Crazy, é exclusiva deste jogo e apresenta pistas mais longas e com novos blocos.

### Multijogador
Como seu antecessor, TrackMania Sunrise possibilita ao usuário jogar online, através de uma rede de área local ou em hotseat - em que duas ou mais pessoas jogam em um mesmo computador de maneira alternada. Neste último, os jogadores podem escolher competir no modo "Por turno", em que os competidores procuram obter o melhor tempo disputando certo número de tentativas de forma revezada, ou "Contrarrelógio", no qual os jogadores estabelecem um recorde em uma primeira rodada jogada de forma alternada e, depois, aquele com pior tempo corre um novo round para marcar um resultado melhor que seu oponente, sendo eliminado se não conseguir melhorar seu recorde durante o tempo predefinido que cada rodada dura.
Através da rede local ou Internet, Sunrise oferece os dois modos anteriores, bem como três novos: "Equipe", "Voltas" e "Acrobacia". No primeiro, segue-se as regras do modo "Por turno", mas ao final de cada rodada os pontos são somados por equipe. Em "Voltas", os jogadores competem em um circuito em loop e o vencedor é o primeiro a completar o número de voltas definido ou aquele que passou por mais checkpoints dentro de um limite de tempo. O terceiro e último modo é idêntico ao "Contrarrelógio", mas é necessário fazer acrobacias e obter pontos de estilo ao invés do melhor tempo.